# Сиротинин, Игорь Юрьевич
И́горь Ю́рьевич Сироти́нин (род. 7 января 1972 года, Горький, Горьковская область, РСФСР, СССР) — российский хоккеист.

## Биография
Воспитанник горьковской хоккейной школы. С 1993 года начал играть в оленегорском клубе «Горняк». Большую часть спортивной карьеры был в составе нижегородских команд — «Торпедо» (в Межнациональной хоккейной лиге и Суперлиге) и «Торпедо-2» из областного центра, «Моторе» из Заволжья и «Сарове» и «Кстово» (до 2006 года «Лукойл-Волга») из одноимённых городов.
Кроме нижегородских клубов, играл в составе кирово-чепецкой «Олимпии» (1999—2000) и хоккейных клубов Белгорода (2003—2004) и Владимира (2008—2010).